# 穆莱·拉希德王子
穆莱·拉希德王子（阿拉伯語：‎，1970年6月20日—），摩洛哥王子，哈桑二世幼子，穆罕默德六世之弟。
拉希德王子最初进入摩洛哥皇家学院并获得本科学位，之后进入穆罕默德五世大学攻读法学学位。1995年，获得法学硕士。2001年，获得博士学位。之后他投身电影界和娱乐界。